# Alticola
Alticola is een geslacht van zoogdieren uit de onderfamilie van de woelmuizen (Arvicolinae). De wetenschappelijke naam van het geslacht werd in 1881 gepubliceerd door William Thomas Blanford.

## Soorten
Er worden 14 soorten in dit geslacht geplaatst:
- Alticola albicauda (F. W. True, 1894)
- Alticola argentatus (Severtzov, 1879)
- Alticola barakshin Bannikov, 1947
- Alticola kohistanicus Kryštufek & Shenbrot, 2022
- Alticola lemminus (G. S. Miller, 1898)
- Alticola macrotis (von Radde, 1862)
- Alticola montosa (F. W. True, 1894)
- Alticola olchonensis Litvinov, 1960
- Alticola parvidens Schlitter & Setzer, 1973
- Alticola roylei (J. E. Gray, 1842) – Mongoolse bergwoelmuis
- Alticola semicanus (G. M. Allen, 1924)
- Alticola stoliczkanus (Blanford, 1875)
- Alticola strelzovi (Kastschenko, 1899) – Bergwoelmuis
- Alticola tuvinicus Ognev, 1950